# Leuchttürme Seekanal (Ost)
Als Leuchttürme Seekanal (Ost) werden die beiden Leuchtfeuer an der Fahrrinne der Newabucht als Teil des Seekanals (russisch Морской канал Morskoi kanal) von Sankt Petersburg, Russland bezeichnet. Das Richtfeuer führt Schiffe, die den Hafen von Sankt Petersburg ansteuern, durch die Fahrrinne von der Ostsee. Die Objekte sind nur mit dem Boot erreichbar und frei zugänglich, die Türme selbst sind jedoch geschlossen.
Beide Türme sind zylindrisch, weiß gestrichen mit jeweils einem roten vertikalen Streifen und auf einem Betonsockel montiert. Das grüne Licht geht 3 Sekunden an, 3 Sekunden aus und ist nur in der Nähe der Bereichslinie (≈281,2°) sichtbar. Zwischen Dezember und März ist der Betrieb eingestellt.
Das westliche Signal ist auf  18 m Höhe und liegt 500 m westlich des 13 m hohen Frontlichts.
Zur Orientierung für den Schiffsverkehr in der Gegenrichtung zum Fluttor Kotlin dienen die Richtfeuer der Leuchttürme Seekanal (West).